# Boo (프로그래밍 언어)
Boo(부)는 공통 언어 기반의 유니코드, 국제화, 웹 애플리케이션 지원 이용을 추구하면서 파이썬의 영향을 받은 문법을 사용하고 특히 언어 및 컴파일러 확장을 염두에 둔 객체 지향, 정적 자료형의 범용 프로그래밍 언어이다. 다중 메소드, 선택적 덕 타이핑, 매크로, 트루 클로저, 커링 등의 기능이 포함되어 있다.
Boo는 유니티 게임 엔진의 3개의 스크립트 언어들 중 하나였으나 적은 사용자층으로 인하여 2014년 공식 지원을 중단했다. Boo 컴파일러는 2017년 엔진에서 제거되었다.
Boo는 BSD-3 라이선스로 출시되는 자유 소프트웨어이다. 마이크로소프트 닷넷과 모노 프레임워크와 호환된다.

## 코드 예시

### Hello world 프로그램
```
print
 
(
"Hello World"
)

```

### 피보나치 수열 생성 함수
```
def
 
fib
():

    
a
,
 
b
 
=
 
0L
,
 
1L
   
h

    
# The 'L's make the numbers double word length (typically 64 bits)

    
while
 
true
:

        
yield
 
b

        
a
,
 
b
 
=
 
b
,
 
a
 
+
 
b

# Print the first 5 numbers in the series:

for
 
index
 
as
 
int
,
 
element
 
in
 
zip
(
range
(
5
),
 
fib
()):

    
print
(
"${index+1}: ${element}"
)

```

## 같이 보기
- 아파치 그루비
- IronPython
- IronRuby
- REBOL